# Kungsbäcks övnings- och skjutfält
Kungsbäcks övnings- och skjutfält var ett militärt övnings- och skjutfält beläget cirka 3 km väster om Gävle centrum i korsningen mellan E4 och E16.

## Historik
Bakgrunden till att skjutfältet anordnades var att Hälsinge regemente förlades till ett nyuppfört kasernetablissement i Kungsbäck i västra Gävle. Genom försvarsbeslutet 1992 avvecklades upphörde värnpliktsutbildningen vid Hälsinge regemente den 30 juni 1994. Verksamheten vid skjutfältet reducerades till ett omfatta repetitions- och hemvärnsutbildning. Genom försvarsbeslutet 1996 avvecklades kvarvarande delar av Hälsinge regemente. Förvaltningen av skjutfältet övergick 1998 därmed till Upplands flygflottilj. Från 2004 upphörde den militära verksamheten vid övnings- och skjutfältet. Därefter började Fortifikationsverket en sanering av delar av området som utgjort skjutfält. Saneringen av så kallad ammunitionsskrot och oexploderad ammunition (OXA) beräknades då pågå till oktober 2019.

## Geografi
Gästrikland som är till största delen ett slättland som buktas av mindre höjdsträckningar. I söder och öster finns en del uppodlad mark, men i stort sett domineras landskapet av skog, något som även återspeglas på Kungsbäcks övnings- och skjutfält.

## Verksamhet
Kungsbäcks övnings- och skjutfält kom fram till 1997 att användas av förbanden i Gävle garnison. Från 1998 användes övnings- och skjutfältet främst av för utbildning och övning av förband för frivilligförsvaret.